# 压后皮层
压后皮层（英文：Retrosplenial cortex），是大脑扣带皮层的一部分，位于布罗德曼系统第29、30分区。虽然压后皮层在位置上位于后扣带皮层，但功能上常被归为独立的一部分。该区域的具体功能不完全明朗，但可能与空间认知、想象力以及情节记忆的形成与整合有关。

## 解剖学
压后皮层位于布罗德曼系统第29、30分区，但在不同物种的脑部大小不一。在人脑中，压后皮层的面积约占大脑皮层总面积的0.3%，而在兔脑中则至少占10%，在鼠脑中面积比例更大。

## 临床
临床上，单侧大脑半球的压后皮层受损，可影响患者空间定向能力，而如果双侧皮层都受损，则患者常患上不同程度的顺行性遗忘症和逆行性失忆症。
此外，压后皮层是阿尔茨海默症患者（老年痴呆）最早病变的脑部区域之一，即轻度认知障碍阶段。

## 图像

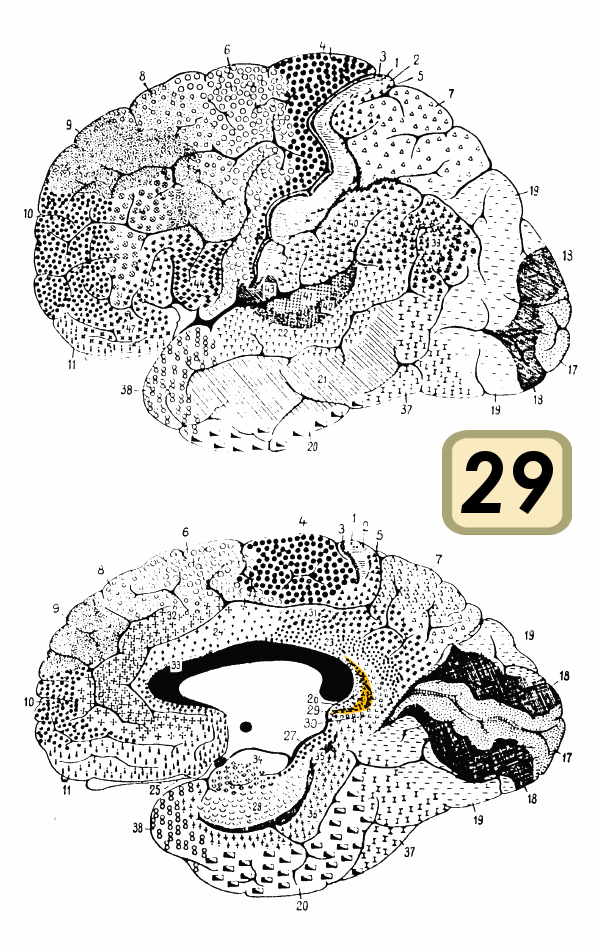
布罗德曼第29分区
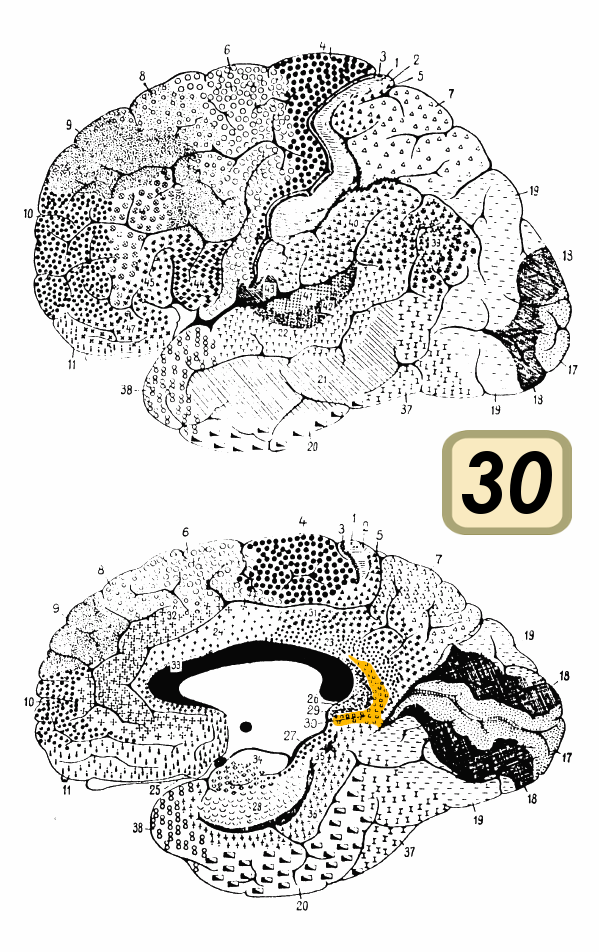
布罗德曼第30分区